# 李佳豪

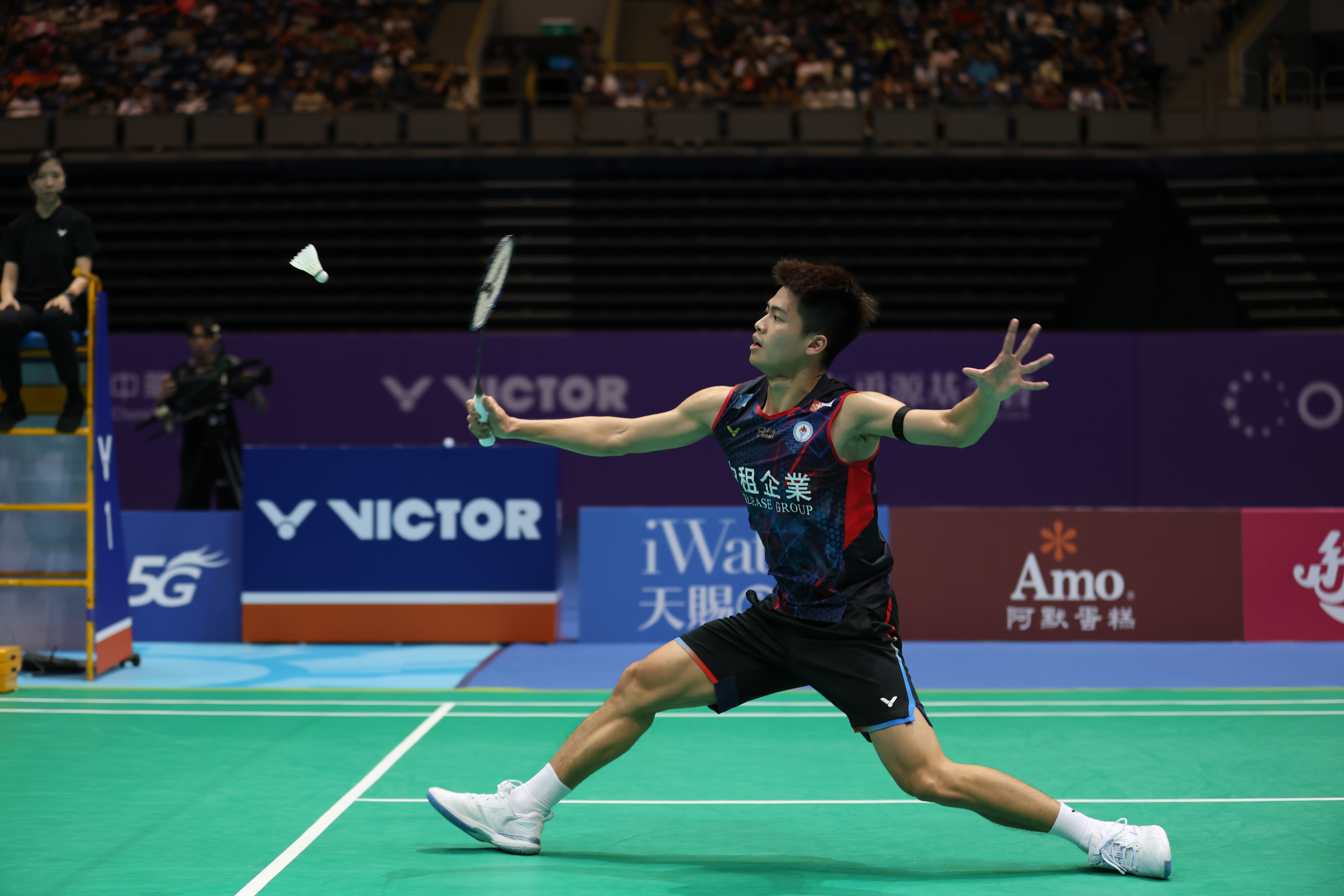
李佳豪奪下2024年高雄羽球大師賽男單冠軍

李佳豪（1999年6月4日—），台灣男子羽球選手，曾兩奪中華民國全國羽球排名賽男單冠軍及一次中華民國全國運動會羽球比賽男單金牌。現就讀臺北市立大學。曾為土地銀行羽球隊、亞柏羽球隊隊員，現隸屬中租企業羽球隊。

## 出生背景
李佳豪出自羽球世家，其父、母、胞姊皆為羽球運動員。他的父親李謀周曾為土地銀行羽球隊總教練，曾15度贏得全國排名賽男單冠軍；母親陳曉莉曾贏得兩次全國公開賽及兩次全國排名賽女單冠軍。其姊李佳馨亦曾多次於排名賽奪冠。

## 選手生涯

### 青少年時期
李佳豪小學就讀羽球名校臺北市民權國小，受訓於陳嬥筌。高中就讀能仁家商一年級時在2016年第一次全國排名賽奪得男單乙組冠軍，成為中華民國羽球協會甲組球員，後就讀臺北市立大學。
2016年7月，李佳豪參加在泰國曼谷舉行的亞洲青年錦標賽，並在男單項目打進決賽，最終以0比2（13-21、15-21）不敵中國孙飞翔，奪得亞軍，成績僅次於1998年奪金的簡佑修。2017年1月，時年的17歲李佳豪成為首位在世界青少年排名榜登上第1位的台灣選手。

### 2018-2021年 兩度贏得排名賽冠軍
李佳豪最初為土銀羽球隊成員。2018年6月，他在全國羽球排名賽贏得個人首座甲組排名賽冠軍。10月，參加世界大学生羽毛球锦标赛，獲得混合團體季軍。
2019年起，李佳豪轉為代表亞柏羽球隊參加國內賽事。2020年1月，他在全國羽球排名賽決賽以(21-16、21-4)直落二贏得排名賽的二冠。2021年，代表臺北市在全國運動會贏得男子團體、男子單打金牌。

### 2022年 世界排名闖入前百、國際賽首冠
2022年，李佳豪轉隊至中租企業羽球隊。該年3月，李佳豪在波蘭公開賽闖入決賽，以1比2（15-21、21-14、18-21）不敵印度的基蘭·喬治，隨後在奧爾良羽球大師賽闖入八強，個人世界排名擠進前百。同年10月他在瑪琅羽球大師賽晉級四強，首次在超級賽中闖入四強；在一個月後，他於匈牙利國際賽再度晉級決賽，最終以直落二（21-9、21-14）的懸殊比分擊敗土銀選手林俊易，奪下國際賽首冠。

### 2025年 首度闖入超級1000巡迴賽決賽
2025年3月，生涯第二度叩關全英公開賽，在半決賽賽中，以19-21、21-14、21-17三局逆轉年僅20歲世界排名第10名的法國好手拉尼耶，成為台灣歷史第二位闖進超級1000賽事決賽的男單好手，也是2018年賽制改制後闖進全英公開賽決賽世界排名最低的選手。在決賽中，以17-21、19-21直落二不敵世界排名第1名的中國好手石宇奇獲得亞軍，締造生涯最佳。

## 主要比賽成績
只列出曾進入準決賽的國際賽事成績：
| 年份   | 賽事                         | 公開賽級別 | 項目     | 搭檔   | 成績   |
| ------ | ---------------------------- | ---------- | -------- | ------ | ------ |
| 2015年 | 世界青年羽毛球錦標賽         | 其他       | 混合團體 | －     | 季軍   |
| 2016年 | 亞洲青年羽毛球錦標賽         | 其他       | 男子單打 | －     | 亞軍   |
| 2017年 | 懷卡托羽毛球國際賽           | 國際系列賽 | 男子單打 | －     | 準決賽 |
| 2017年 | 雪梨羽毛球國際賽             | 國際系列賽 | 混合雙打 | 林湘緹 | 準決賽 |
| 2018年 | 世界大学生羽毛球锦标赛       | 其他       | 混合團體 | －     | 季軍   |
| 2019年 | 珀斯羽毛球國際賽             | 未來系列賽 | 男子單打 | －     | 準決賽 |
| 2019年 | 珀斯羽毛球國際賽             | 未來系列賽 | 男子雙打 | 劉韋奇 | 亞軍   |
| 2019年 | 南澳洲羽毛球國際賽           | 國際挑戰賽 | 男子單打 | －     | 準決賽 |
| 2020年 | 奧地利羽毛球公開賽           | 國際挑戰賽 | 男子單打 | －     | 準決賽 |
| 2022年 | 斯洛伐克羽毛球公開賽         | 未來系列賽 | 男子單打 | －     | 準決賽 |
| 2022年 | 波蘭羽毛球公開賽             | 國際挑戰賽 | 男子單打 | －     | 亞軍   |
| 2022年 | 斯洛文尼亞羽毛球國際賽       | 國際系列賽 | 男子單打 | －     | 準決賽 |
| 2022年 | 奧地利羽毛球公開賽           | 國際系列賽 | 男子單打 | －     | 準決賽 |
| 2022年 | 印尼瑪琅羽毛球大師賽         | 超級100賽  | 男子單打 | －     | 準決賽 |
| 2022年 | 匈牙利羽毛球國際賽           | 國際系列賽 | 男子單打 | －     | 冠軍   |
| 2022年 | 挪威羽毛球國際賽             | 國際系列賽 | 男子單打 | －     | 亞軍   |
| 2023年 | 夏季世界大學運動會羽毛球比賽 | 其他       | 混合團體 | －     | 金牌   |
| 2023年 | 吉隆坡羽毛球大師賽           | 超級100賽  | 男子單打 | －     | 亞軍   |
| 2024年 | 湯姆斯盃                     | 其他       | 男子團體 | －     | 季軍   |
| 2024年 | 澳洲羽毛球公開賽             | 超級500賽  | 男子單打 | －     | 準決賽 |
| 2024年 | 高雄羽球大師賽               | 超級100賽  | 男子單打 | －     | 冠軍   |
| 2024年 | 韓國羽球公開賽               | 超級500賽  | 男子單打 | －     | 亞軍   |
| 2024年 | 台北羽球公開賽               | 超級300賽  | 男子單打 | －     | 準決賽 |
| 2025年 | 全英羽毛球公開賽             | 超級1000賽 | 男子單打 | －     | 亞軍   |

| 2007-2017年 | 首要超級賽 | 超級賽 | 黃金大獎賽 | 大獎賽 | 國際挑戰賽 | 國際系列賽 | 未來系列賽 | 其他 |

| 2018-2026年 | 總決賽 | 超級1000賽 | 超級750賽 | 超級500賽 | 超級300賽 | 超級100賽 | 國際挑戰賽 | 國際系列賽 | 未來系列賽 | 其他 |

## 外部連結
- 李佳豪在世界羽球聯盟的登錄資料
- 李佳豪的Facebook專頁
- 李佳豪的Instagram帳戶